# Френкель, Яаков
Яаков Аарон Френкель (англ. Jacob Aharon Frenkel; ивр.  יעקב אהרן פרנקל‎; родился 8 февраля 1943, Тель-Авив, Израиль) — израильский экономист, профессор Тель-Авивского университета, председатель правления JPMorgan Chase International, председатель Банка Израиля в 1991—2000 годах.

## Биография
Яаков Френкель родился 8 февраля 1943 года в Тель-Авиве в семье ювелира Калмана Хиллеля Френкеля и Леи (Цвибаум) Френкель. Служил  в армии обороны Израиля в 1960—1963 годах.
Яаков Френкель в 1966 году получил степень бакалавра искусств по политологии, а в 1967 году по экономике в Еврейском университете в Иерусалиме. Яаков переехал в США, где получил в 1969 году степень магистра искусств, а в 1970 году был удостоен степени доктора философии по экономике в Чикагском университете. Докторская диссертация была на тему «Деньги, богатство и платежный баланс в модели накопления».
Преподавательскую деятельность начал в качестве преподавателя экономики в Тель-Авивском университете в 1971—1973 годах. Затем вернулся в США, где преподавал экономику в качестве профессора в 1973—1982 годах, затем был профессором международной экономики кафедры Дэвида Рокфеллера в 1982—1987 годах в Высшей школе Бизнеса Чикагского университета. Далее был экономическим советником и директором по исследованиям Международного валютного фонда в 1987—1991 годах. Вернувшись в Израиль, стал профессором в 1991—1994 годах, профессором международных отношений кафедры Вайсфельда в 1994—1996 годах в Тель-Авивском университете.
В 1991—2000 годах был назначен председателем Банка Израиля. В это время также занимал должности председателя совета управляющих Межамериканского банка развития в 1995—1996 годах и вице-председателя совета управляющих Европейского банка реконструкции и развития в 1999—2000 годах. После отставки стал председателем консультативной группы Merrill Lynch в 2000—2004 годах, после служил вице-председателем American International Group в 2004—2009 годах, председателем правления и главный исполнительный директор Группы тридцати в 2004—2009 годах.
В настоящее время является председателем правления JPMorgan Chase International с 2009 года, председателем совета попечителей Группы тридцати с 2009 года, директором и членом комитета по аудиту Loews Corporation с 2009 года, независимым директором Boston Properties Inc. с 2010 года, директором Carolina Group с 2009 года, председателем попечительского совета Тель-Авивского университета с 2013 года,
членом Эконометрического общества, почётным иностранным членом Американской академии искусств и наук, членом совета директоров NBER.
Яаков Френкель был приглашённым профессором Тель-Авивского университета в 1980—1985 годах, главным редактором журнала Journal of Political Economy в 1973—1983 годах.
Френкель - последовательный критик судебной реформы. Он выступал, как главный спикер на митинге протеста в Тель-Авиве. В июльском интервью 2023 года профессор Френкель заявил, что реформа «разрушит экономику, общество и статус государства».
Семья
Яаков Френкель женился на Низе Яир 3 сентября 1968 года, и у них родились две дочери Орли-Мириам и Тахл-Айдахо, а в 2010 году они развелись.

## Награды
Яаков Френкель за свои достижения в области экономики был неоднократно отмечен:
- 1993 — награда экономической политики от «Emerging Markets»;
- 1997 — главный банкир года от журнала «Euromoney»;
- 2002 — премия Израиля по экономике.